# Regnière-Écluse
Regnière-Écluse is een gemeente in het Franse departement Somme (regio Hauts-de-France) en telt 122 inwoners (1999). De plaats maakt deel uit van het arrondissement Abbeville.

## Geografie
De oppervlakte van Regnière-Écluse bedraagt 9,6 km², de bevolkingsdichtheid is 12,7 inwoners per km².
De onderstaande kaart toont de ligging van Regnière-Écluse met de belangrijkste infrastructuur en aangrenzende gemeenten.

## Demografie
Onderstaande figuur toont het verloop van het inwonertal (bron: INSEE-tellingen).